# Johanna Schaller
Johanna Schaller (później znana jako Johanna Klier; ur. 13 września 1952 w Artern) – wschodnioniemiecka lekkoatletka, płotkarka, mistrzyni olimpijska i mistrzyni Europy.
Schaller specjalizowała się w biegu na 100 metrów przez płotki. Dwukrotnie zdobywała medale olimpijskie: złoty medal na igrzyskach olimpijskich w Montrealu w 1976 oraz srebrny na igrzyskach olimpijskich w Moskwie w 1980. W Montrealu pokonała dwie reprezentantki ZSRR Tatjanę Anisimową i Natalję Lebiediewą. W Moskwie przegrała z reprezentantką ZSRR Wierą Komisową, za to wyprzedziła Polkę Lucynę Langer.
W 1978 zdobyła dwa tytuły mistrzyni Europy w hali i na otwartym stadionie oraz brązowy medal w sztafecie 4 × 100 metrów (na stadionie). Schaller była również czterokrotną mistrzynią NRD w biegu na 100 m przez płotki w 1976, 1977, 1978 i 1980.